# Comuni di lingua romancia dei Grigioni
Questi sono tutti i comuni di lingua romancia o bilingui romancio-tedesco nel Cantone dei Grigioni (Svizzera).

## Comuni bilingui tedesco-romancio
| Comune             | Superficie (km²) | Popolazione | Densità (ab./km²) | Romanci (in %) |
| ------------------ | ---------------- | ----------- | ----------------- | -------------- |
| Albula             | 93,63            | 1331 (2015) | 14,22             | -              |
| Bergün Filisur     | 190,14           | 905         | 4,76              | -              |
| Bever              | 45,75            | 625         | 14                | 18,9           |
| Casti-Wergenstein  | 25,59            | 57          | 2                 | 55,4           |
| Castrisch          | 7,18             | 413         | 58                | 48,5           |
| Celerina           | 24,02            | 1332        | 55                | 12,8           |
| Cunter             | 7,12             | 215         | 30                | 51             |
| Domat/Ems          | 24,24            | 6686        | 276               | 11,05          |
| Donat              | 4,67             | 229         | 49                | 53,8           |
| Duvin              | 17,91            | 97          | 5                 | 48,8           |
| Ferrera            | 75,46            | 84          | 1                 | 6              |
| Ftan               | 43,10            | 477         | 11                | 57,75          |
| La Punt Chamues-ch | 63               | 694         | 11                | 20,61          |
| Laax               | 31,68            | 1218        | 38                | 40,1           |
| Ladir              | 7,21             | 119         | 17                | 40,1           |
| Lantsch            | 21,81            | 505         | 23                | 36,7           |
| Lohn               | 8,17             | 50          | 6                 | 52             |
| Madulain           | 16,28            | 177         | 11                | 22,22          |
| Marmorera          | 18,90            | 47          | 2,5               | 34,69          |
| Mathon             | 15,13            | 57          | 3,8               | 53,8           |
| Scuol              | 438,63           | 4690        | 10,69             | -              |

## Comuni di lingua romancia
| Comune      | Superficie (km²) | Popolazione | Densità (ab./km²) | Romanci (in %) |
| ----------- | ---------------- | ----------- | ----------------- | -------------- |
| Ardez       | 61,39            | 431         | 7                 | 73,8           |
| Brigels     | 50,84            | 1311        | 26                | 80,5           |
| Disentis    | 90,98            | 2122        | 23,3              | 75,3           |
| Falera      | 22,35            | 545         | 24                | 67,5           |
| Medel       | 136,20           | 480         | 4                 | 92,8           |
| Val Müstair | 198,65           | 1641        | 8                 | 75             |
| Valsot      | 158,95           | 904         | 5,69              | -              |
| Zernez      | 344,04           | 1570        | 4,56              | -              |